# NGC 247
NGC 247 (również PGC 2758) – galaktyka spiralna z poprzeczką (SBcd), znajdująca się w gwiazdozbiorze Wieloryba w odległości około 11 milionów lat świetlnych od Ziemi. Jest jedną z najbliższych galaktyk spiralnych nieba południowego.

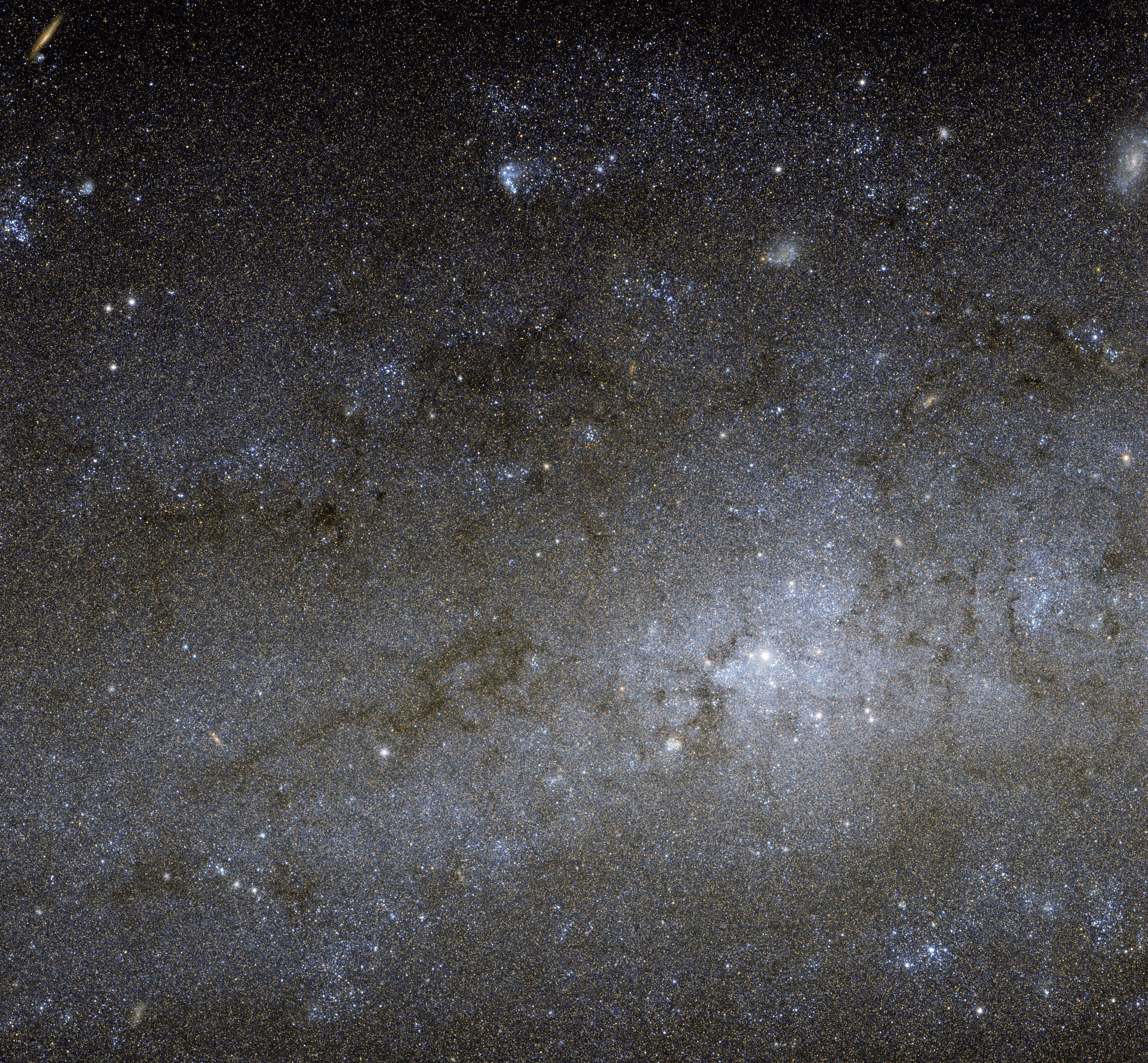
Zbliżenie centralnej części, zdjęcie Kosmicznego Teleskopu Hubble’a

Została odkryta 20 października 1784 roku przez Williama Herschela. Galaktyka NGC 247 należy do grupy galaktyk w Rzeźbiarzu.